# Lise Meitner
Lise Meitner (Wenen, 7 november 1878 – Cambridge, 27 oktober 1968) was een Oostenrijks-Zweeds natuurkundige die samen met Otto Hahn en Fritz Strassmann atoomkernsplijting ontdekte, het fundamenteel mechanisme verantwoordelijk voor kernenergie maar ook voor kernwapens. Ze wordt genoemd als typisch voorbeeld van een vrouw waarvan de uitzonderlijke wetenschappelijke prestaties bij toekenning van de Nobelprijs in de schaduw werden gezet van die van een mannelijke collega. Kort voor haar overlijden werd haar bijdrage alsnog formeel wetenschappelijk erkend met toekenning van de Amerikaanse Enrico Fermi Award in 1966.
Meitner werkte in Berlijn als wetenschappelijk onderzoeker bij de voorloper van het Max Planck Instituut. Ze werkte daar samen met Otto Hahn en assistent Fritz Strassmann in de onderzoeksgroep onder leiding van Hermann Emil Fischer. Hoofd van de onderzoeksgroep, Max Planck was van mening dat vrouwen geen hoger onderwijs zouden moeten volgen, maar onder de indruk van haar intelligentie liet hij haar in 1907 toe als assistente. Bij dit gerenommeerde wetenschappelijke instituut bestond een strikte rollenscheiding voor de geslachten, mannen kregen de goed betaalde wetenschappelijke posities en stonden aan het hoofd van een onderzoeksgroep, vrouwen werkten als secretaresse, ook al hadden ze dezelfde kwalificaties. Meitner werkte daarom aanvankelijk in het geheim, in een kelder, en onbezoldigd, als gast van een mannelijke wetenschappelijk onderzoeker.
Toen het Nazi-regime aan de macht kwam in Duitsland en later ook in Oostenrijk, werd het werken de Joodse Meitner onmogelijk gemaakt. Ze is met hulp van Nederlandse collega's gevlucht. Het vervolg van de samenwerking verliep daarna  verder via intensief briefverkeer. Een paar maanden na Meitner's vlucht, op 17 december 1938, slaagden Hahn en Strassmann er in het Berlijnse laboratorium in, voor de eerste keer een atoomkern te splijten. Het experiment was vooraf in een geheime bijeenkomst in Kopenhagen met Meitner doorgesproken en volgens haar aanwijzingen doorgevoerd.
In januari 1939 leverde Meitner samen met Otto Frisch de eerste theoretische verklaring van de kernsplijting. Haar collega Otto Hahn kreeg in 1944 de Nobelprijs voor Scheikunde voor hun ontdekking. Het element meitnerium is naar Meitner vernoemd.

## Biografie

### Jeugd en opleiding
Lise Meitner, geboortenaam Elise, werd geboren in Wenen en was de derde van acht kinderen uit een liberaal-joods gezin. Ze groeide op in Leopoldstadt, het tweede district van Wenen, dat samen met Boedapest de hoofdstad van Oostenrijk-Hongarije vormde. In het geboorteregister van de Weense Joodse Gemeenschap staat 17 november 1878 als haar geboortedatum. Alle andere officiële bronnen geven 7 november 1878 aan, de datum die Lise Meitner ook zelf gebruikte. Haar vader, Philipp Meitner (1838-1910), was een van de eerste advocaten in Oostenrijk van Joodse afkomst. Haar moeder was Hedwig Meitner-Skovran (1850-1924). Lise kreeg geen joodse maar een seculiere, of volgens een andere bron een protestantse opvoeding. Later bekeerde ze zich tot het lutheranisme en liet ze zich dopen. Na een lagere school van vijf jaar ging ze naar een Weense Mädchen-Bürgerschule, een meisjesburgerschool. Het gymnasium dat voorbereidde op de universiteit was niet toegankelijk voor meisjes. Na de meisjesburgerschool werd haar opleiding als voltooid aangeduid ("vom weiteren Schulbesuch befreit"). De enige mogelijkheid voor vrouwen om verder te studeren was naar een privéschool gaan, de hohere Tochterschule, en een beroep als docent te kiezen in een beperkt aantal vakken. Voor een diploma als docent in de exacte wetenschappen was een universitaire opleiding nodig. Ze besloot daarom Frans te gaan studeren, maar had nooit echt passie voor dat vak. Na deze opleiding gaf ze een jaar lang Franse les op een middelbare school. Hiermee verdiende ze wat geld voor de gevorderde muzieklessen van haar zus Auguste (Gusti), die later concertpianiste werd, ook bekend onder haar huwelijksnaam Auguste Frisch.

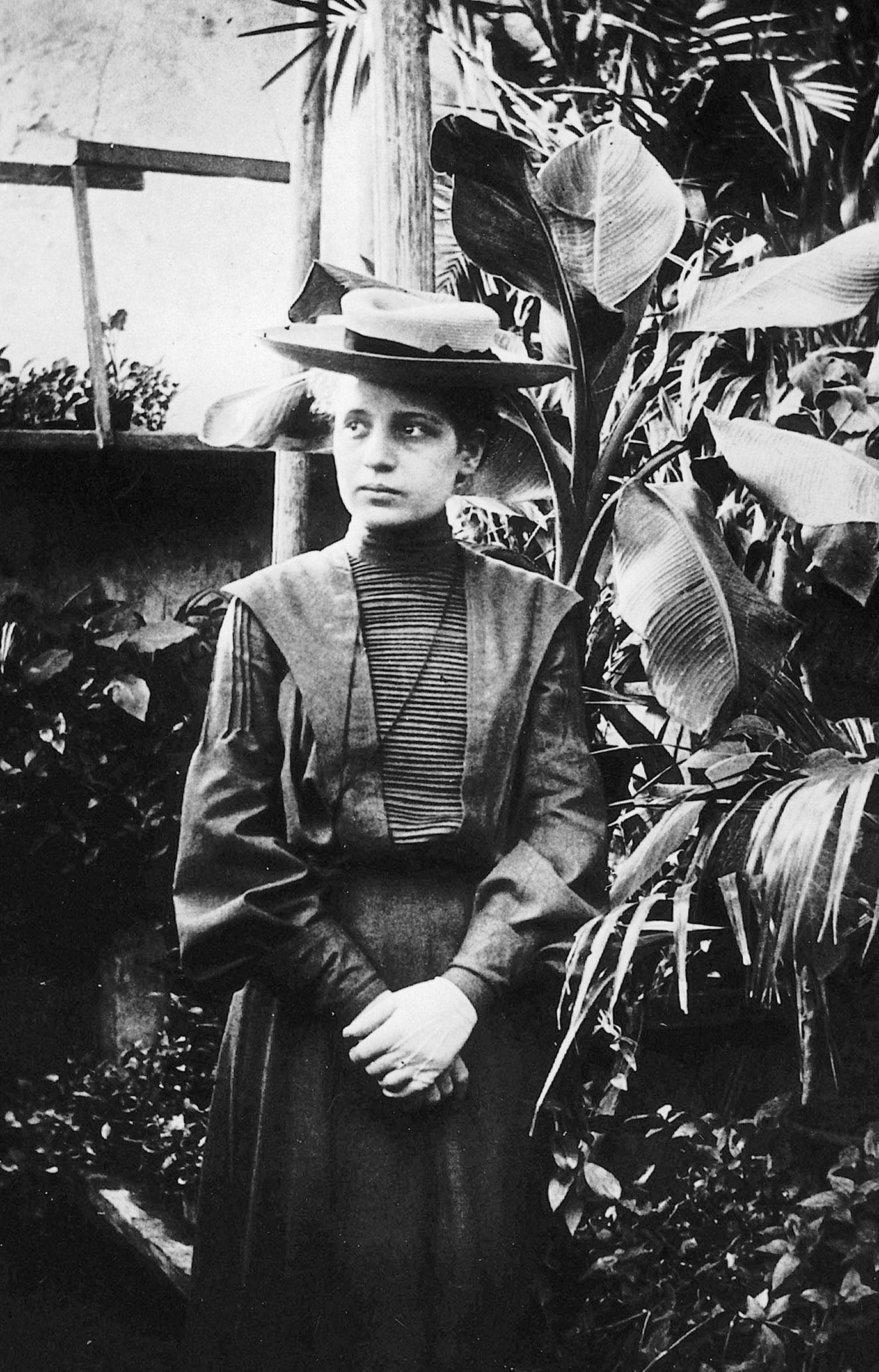
Lise Meitner in Wenen, rond 1900

### Promotie aan de Universiteit van Wenen
De kans om een wetenschappelijke opleiding te volgen kreeg Meitner in 1897. In dat jaar werd de wet opgeheven die in het toenmalige Oostenrijk-Hongarije vrouwen verbood te studeren aan een universiteit, een verbod dat in die tijd wereldwijd in de meeste landen gebruikelijk was. Op advies van haar vader rondde ze eerst haar opleiding tot docent Frans af om ervan verzekerd te zijn dat ze in haar eigen levensonderhoud kon voorzien. Met hulp van een lokale privé-docent wist ze door hard werken de achtjarige opleiding van het Akademisches Gymnasium Wien ter voorbereiding op het universitaire toelatingsexamen in twee jaar af te ronden, samen met drie anderen, waaronder een dochter van Ludwig Boltzmann. In totaal hadden 14 meisjes dit geprobeerd. Ze gaf aan dat ze filosofie als realistische vervolgstudie zag.
Kort voor haar 23ste verjaardag ging ze als een van de weinige vrouwelijke studenten studeren aan de Universiteit van Wenen. In een lezing in 1963 vertelde Meitner hoe ongebruikelijk het was als vrouw colleges aan de universiteit te volgen. Geïnspireerd door hoogleraar Ludwig Boltzmann, een van de meest vooraanstaande natuurkundigen van dat moment, besloot Meitner zich na haar eerste jaar volledig op natuurkunde te richten. Boltzmann stimuleerde Meitner vanwege haar grote talent. Hij was getrouwd met de wis- en natuurkundelerares Henriette von Aigentler die met zeer veel moeite en met hulp van Boltzmann lessen op de universiteit had mogen volgen. Voor hem betekende vrouw zijn dus niet per se dat ze niet logisch kon denken, hetgeen bij andere wetenschappers lange tijd een gangbare gedachtegang was. Meitner promoveerde op 1 februari 1906 summa cum laude bij Franz Serafin Exner met een dissertatie over warmtegeleiding in niet-homogene media. Ze was hiermee de tweede vrouw die aan die universiteit promoveerde in de natuurkunde. Als vrouwelijke onderzoeker kreeg ze daarna nauwelijks werk. Uiteindelijk schreef ze Marie Curie aan, maar die bleek geen positie vrij te hebben voor Meitner.
Om geld te verdienen besloot ze weer Franse les te gaan geven op een middelbare school. Na de zelfmoord van Boltzmann werd ze de assistent van Stefan Meyer, die Boltzmanns werk waarnam. Ze werkte een jaar voor Meyer, waarin ze veel leerde over kernfysica. Ze publiceerde een aantal wetenschappelijke artikelen over radioactiviteit: "Über Absorption von α- und β-Strahlen" (Over de absorptie van alpha- en betastraling) en "Über die Zerstreuung von α-Strahlen" (Over de verstrooiing van alphastraling).
In Wenen leken er geen verdere carrièremogelijkheden te zijn en na een ontmoeting met de natuurkundige Max Planck, hoogleraar aan de Humboldtuniversiteit van Berlijn, besloot ze de mogelijkheden te beproeven om in Berlijn een positie te verwerven. Haar plan was om daar één of enkele semesters te blijven. Planck stond haar als tweede vrouw toe zijn colleges over theoretische fysica bij te wonen, die alleen voor mannelijke studenten toegankelijk waren. Deze uitzondering had ze te danken aan haar scherpe geest. De eerste vrouw die Planck had toegelaten was de eveneens briljante denker Elsa Neumann. Aan de universiteit in Berlijn maakte ze kennis met Otto Hahn. Het was het begin van een langdurige samenwerking.

### Wetenschappelijke carrière

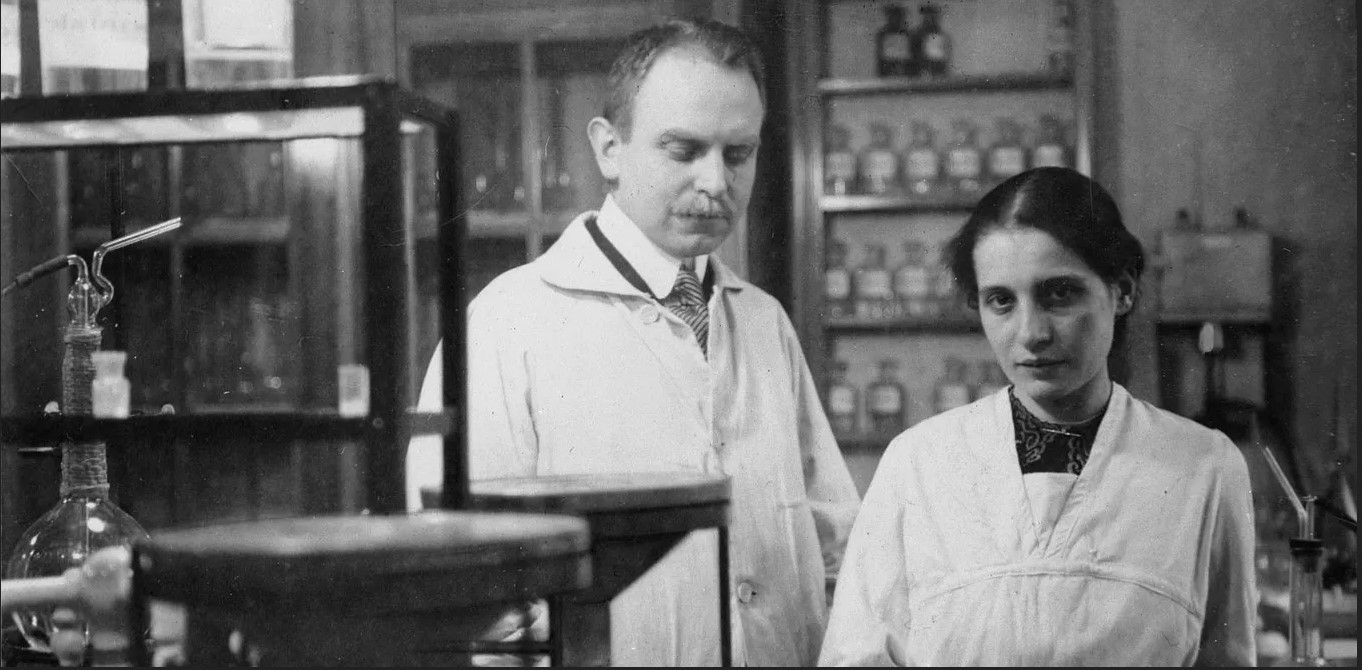
Hahn en Meitner, Chemisches Institut der Universität Berlin, 1909 of 1912

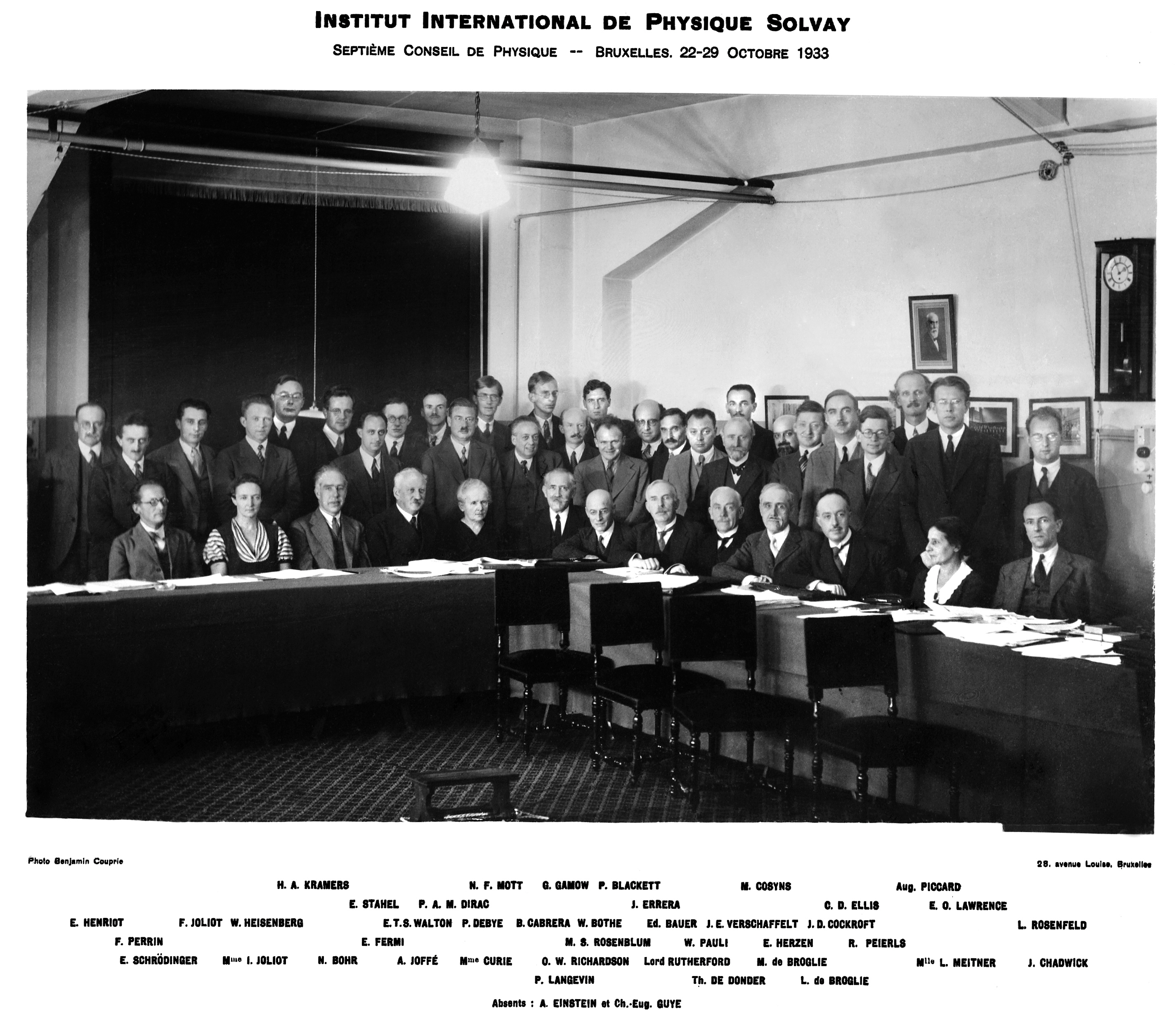
Solvay Conferentie voor chemie en fysica 1933, met o.a. Curie

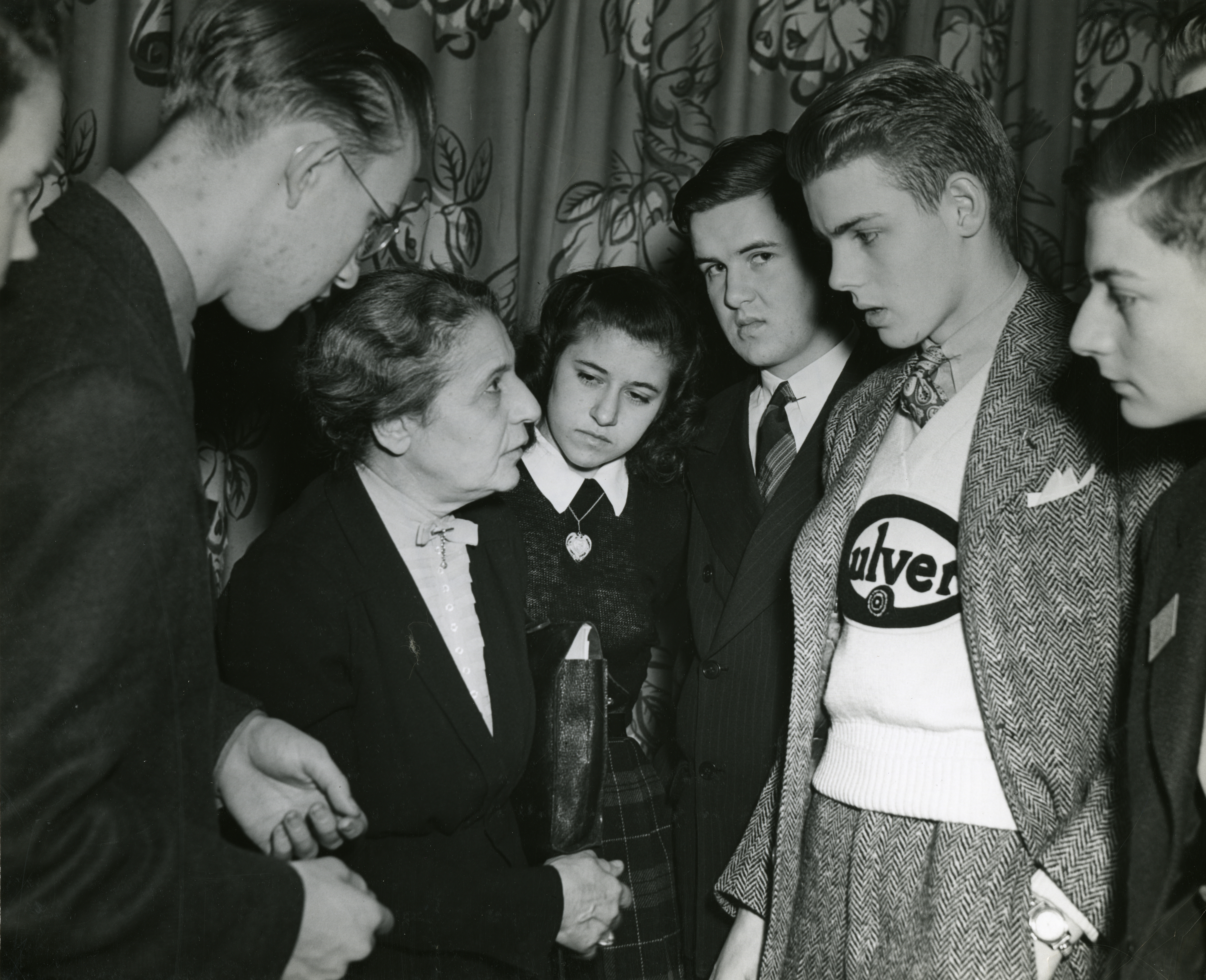
Meitner met finalisten van een talentenjacht voor jonge wetenschappers, 1946

Het begin van de twintigste eeuw was de tijd van de grote ontdekkingen op het gebied van radioactiviteit. In de dertig jaar in Berlijn werkte Meitner intensief samen met Hahn, eerst bij het Chemisch Instituut van de Universiteit van Berlijn dat onder leiding stond van Emil Fischer en vanaf 1912 bij het pas opgerichte Kaiser-Wilhelm-Institut für Chemie (KWI) in Berlin-Dahlem. Het werken in Berlijn was voor Meitner niet eenvoudig om de enkele reden dat ze van het vrouwelijk geslacht was. Ze kreeg geen normale wetenschappelijke positie en men had de constructie opgezet haar als "gast" van Hahn, zonder salaris, te laten werken in een tot laboratorium omgebouwd deel van de kelder van het Chemisch Instituut, mits ze nooit de hoger gelegen etages van het gebouw betrad. Om van een toilet gebruik te kunnen maken moest ze naar een nabijgelegen café gaan. Ze leefde in deze periode van een toelage van haar ouders.
Hahn en Meitner waren leeftijdsgenoten en vulden elkaar goed aan: terwijl Hahn meer intuïtief werkte, was Meitner de analyticus van de twee. Hun laboratorium in de kelder van het Chemisch Instituut raakte snel radioactief en de partners hadden vaak last van duizeligheid en misselijkheid. Een jaar later werden ook vrouwen toegelaten tot de universiteit en mocht Meitner vrijelijk het gebouw betreden.
In 1913 kreeg Meitner een vaste positie bij het mede door Emil Fischer nieuw opgerichte Kaiser-Wilhelm-Institut. Dezelfde Fischer die haar in 1907 slechts als gast tolereerde, steunde haar steeds meer, totdat ze in 1916 hetzelfde loon als Hahn betaald kreeg. In 1914 kreeg ze een aanbod uit Praag, een lage academische positie met vooruitzicht op een betere betrekking, waardoor ze in Berlijn een positie met meer prestige kreeg, en een verdubbeld salaris.
Ze onderbrak haar werkzaamheden in 1915 om tijdens de Eerste Wereldoorlog te werken als verpleegster en röntgentechnicus in het Oostenrijkse leger en diende aan het Poolse en Italiaanse front. In 1916 keerde ze terug naar Berlijn. Otto Hahn diende tijdens de hele oorlog als soldaat en was slechts af en toe aan het werk in het laboratorium.
In 1918 wisten Hahn en Meitner als eersten een isotoop met een lange halfwaardetijd van het chemische element protactinium (23191Pa) te isoleren en in 1921 het isotoop uranium-Z (23492U) als vervalproduct van 23892U. Hoewel Lise Meitner bijna al het werk had gedaan voor de ontdekking van 23191Pa, werd Hahn de eerste auteur genoemd van het artikel dat ze erover publiceerden; het leek of hij haar als assistent beschouwde. Voor deze ontdekking werd ze in 1924 onderscheiden met een zilveren Leibniz-medaille van de Pruisische Academie van Wetenschappen. Ook kreeg Meitner in 1917 haar eigen afdeling in het Kaiser-Wilhelm-Institut, de Physikalisch-radioaktive Abteilung, en mocht ze zelf haar personeelsbeleid en financiën regelen. Hiermee verdiende ze ook genoeg om haar studentenkamer te verlaten en een huis voor zichzelf te betrekken. Hoewel ze nu haar eigen afdeling had, bleef ze haar dagelijks contact met Hahn onderhouden.

### Hoogleraarschap

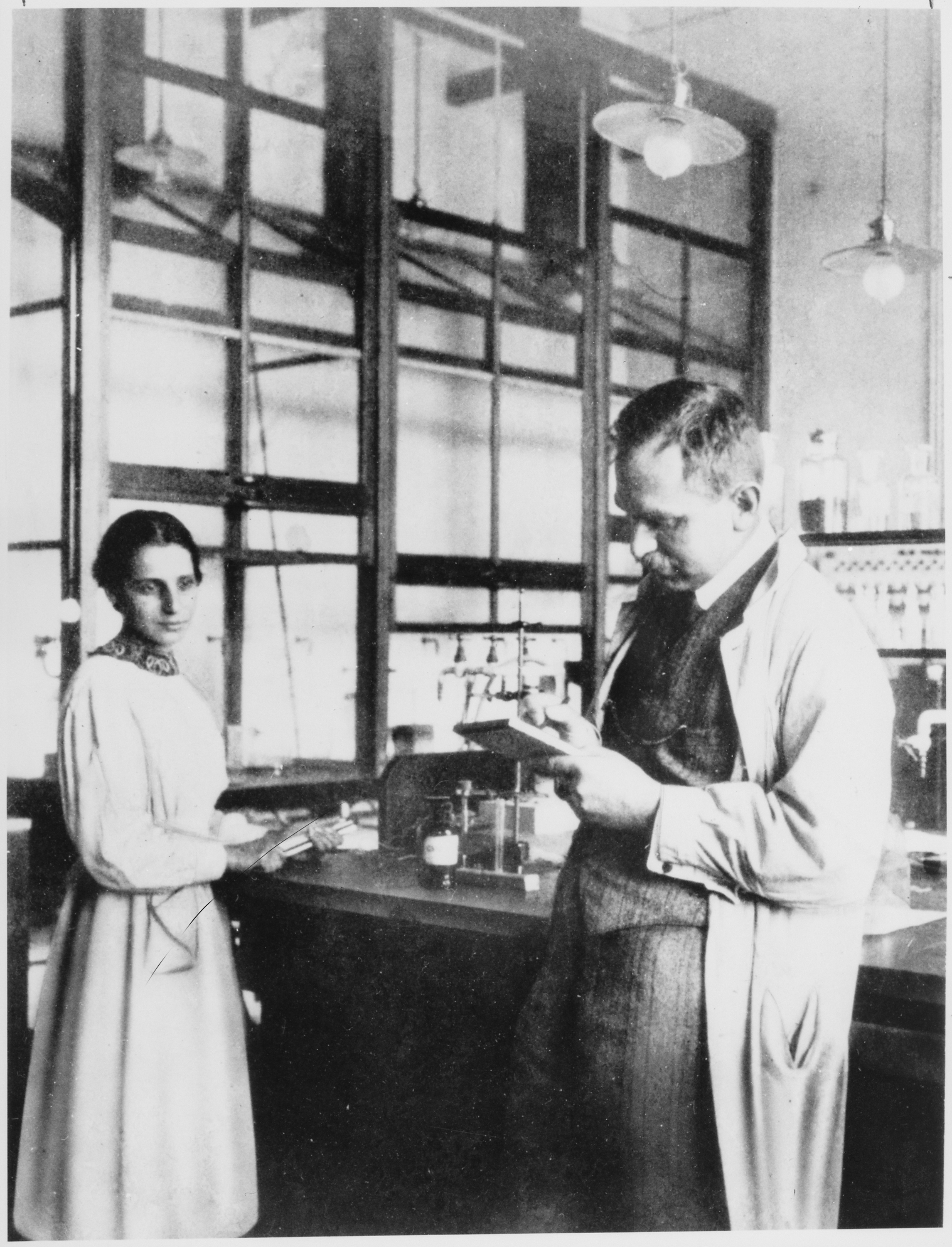
Lise Meitner en Otto Hahn in hun laboratorium in het Kaiser-Wilhelm Institut für Chemie, Berlijn, 1913. Ze heeft een rekenliniaal in de hand.

In 1919 kreeg Meitner het recht om de titel "Professor" te voeren, haar bevoegdheid tot het geven van academisch onderwijs (habilitatie) behaalde ze in oktober 1922 met het Habilitationsschrift "Die Bedeutung der Radioaktivität für kosmische Prozesse" (De betekenis van radioactiviteit voor kosmische processen), en daarmee het recht om colleges te geven aan een Duitse universiteit over radioactiviteit. Deze stap op de academische ladder was pas in 1920 opengesteld voor vrouwen. Ook in 1922 ontdekte ze het verschijnsel van een stralingsloze overgang in een aangeslagen atoom, later het Augereffect genoemd naar een mannelijke wetenschapper, Pierre Auger, die hier in 1923 een artikel over publiceerde. In 1926 werd Meitner de eerste vrouw in Duitsland die officieel werd benoemd tot buitengewoon hoogleraar aan de Universiteit van Berlijn – wel tegen een sterk gereduceerd salaris en zonder eigen laboratorium. Meitner begon een onderzoek naar de eigenschappen van gamma- en bètastraling, waarbij ze correct aannam dat de deeltjes van de bètastraling elektronen waren, afkomstig uit een  atoomkern. Hahn bleef aan bij de faculteit scheikunde. Een lange reeks experimenten door Charles Drummond Ellis en Lise Meitner leidde in 1930 tot de hypothese van het bestaan van het neutrino. Ander pionierswerk op het gebied van radioactiviteit behelsde de ontdekking van positron-elektron paren, haar werk over kunstmatige kernreacties en haar massabepalingen van neutronen. Albert Einstein noemde haar in deze periode vaak "onze Marie Curie".

### Zoektocht naar transuranen
Meitner hernieuwde de samenwerking met Otto Hahn in 1934 nadat de Italiaanse natuurkundige Enrico Fermi over transuranen had gepubliceerd. Door elementen met langzame neutronen te bombarderen had hij met zijn groep elementen geproduceerd met een hoger atoomgetal, waarbij steeds een β-deeltje (een elektron) werd uitgezonden. Fermi veronderstelde dat hij door uranium te bombarderen met neutronen, elementen geproduceerd had met een atoomgetal groter dan 92.
Er waren twee aannames binnen de natuurkunde en scheikunde die leidden tot een verkeerde conclusie uit de experimenten. De eerste was dat de kern zich gedroeg als een stabiele vloeistofdruppel, en slechts in stappen van een of twee atoomgetallen kon veranderen. De andere aanname was dat de transuranen zich zouden gedragen als overgangsmetalen. Aangezien de producten van kernsplijting, die hier eigenlijk plaatsvond, overgangsmetalen waren, dachten ze transuranen gevonden te hebben. In de jaren die hierop volgden, publiceerden Hahn en Meitner veelvuldig over de transuranen die zij dachten te hebben gemaakt. Meitner kon geen theoretische verklaring geven van de "ontdekking" van de transuranen.

### Vlucht uit Nazi-Duitsland
Door het opkomende nationaalsocialisme in Duitsland ondervond Meitner steeds meer moeilijkheden om in vrijheid aan de universiteit te werken. Dat had ermee te maken dat het nazi-regime mensen die van Joodse afkomst waren als minderwaardig zag en als doel had hen uit de maatschappij te verdringen en te vernietigen. Vele Joodse onderzoekers, zoals Fritz Haber, Leó Szilárd en Meitner's neef Otto Frisch, werden gedwongen hun positie op te geven en besloten het land te verlaten. Hoewel Meitner haar positie als hoogleraar in 1933 kwijtraakte, besloot ze aanvankelijk in Duitsland te blijven. Vier dingen beschermden haar tegen de anti-Joodse wetgeving die in 1935 werden afgekondigd met de Rassenwetten van Neurenberg: haar Oostenrijkse nationaliteit, het feit dat het Kaiser-Wilhelm-Institut geen overheidsinstantie was, haar vriendschap met vooraanstaande onderzoekers, zoals Max Planck en Otto Hahn, en het feit dat ze een vooraanstaand onderzoeker was.
Niettemin kon haar beschermde status haar niet geheel vrijwaren van het publieke lot dat Joden moesten ondergaan. Ze werd gedwongen de gele Jodenster te dragen en ze was regelmatig doelwit van grove opmerkingen en fysiek geweld. Na de annexatie (Anschluss) van Oostenrijk in maart 1938 door Duitsland besloot ook Meitner te vluchten voor het naziregime. Haar Oostenrijkse paspoort was door het naziregime ongeldig gemaakt, en het was haar verboden meer dan tien rijksmark op zak te hebben. Hahn gaf Meitner zijn moeders diamanten ring mee op haar vlucht, zodat ze een grenswachter zou kunnen omkopen. Ze gebruikte die uiteindelijk niet: met de hulp van de Nederlandse fysici Dirk Coster, Peter Debye en Adriaan Fokker wist ze op 13 juli ternauwernood Nederland te bereiken, vanwaar ze via Denemarken doorreisde naar Zweden. Fokker en Coster waren in de weken ervoor bezig geweest om geld te verzamelen om Meitner een positie aan te kunnen bieden aan de Rijksuniversiteit Groningen, waar buitenlanders geen betaalde functie mochten hebben. Hoewel ze slechts een vijfde van het gewenste bedrag bijeen hadden verzameld, besloten ze haar uit Duitsland te halen met toestemming van de Nederlandse overheid. Voor een vakantie in Nederland was geen visum verplicht. Om de schijn te wekken van een vakantie, was ze zeer licht bepakt: wat kleren, de tien rijksmark, en de diamanten ring. Die laatste zou ze uiteindelijk aan de verloofde van haar neefje doorgeven.
Door haar vlucht uit Duitsland kon ze de doorslaggevende metingen die het bestaan van kernsplijting aantoonden niet bijwonen. In Denemarken werkte ze korte tijd samen met Niels Bohr, maar besloot een aanbod uit Stockholm aan te nemen. Eind augustus vertrok ze naar Gothenburg in Zweden, waar haar vriendin en collega Eva von Bahr haar opving. Op het Nobel-instituut van Manne Siegbahn in Stockholm zette Meitner – met de weinige middelen die ze tot haar beschikking had – haar onderzoekswerk op het gebied van de kernfysica voort. Van Siegbahn kreeg ze weinig ondersteuning wegens diens vooroordelen over vrouwen in de wetenschap.

### Ontdekking van de kernsplijting

Een -kern slokt een neutron op, zodat even een aangeslagen uranium-236-kern ontstaat met extra energie: de bindingsenergie van het neutron en zijn bewegingsenergie. Deze kern splijt met als resultaat snelle kernen van lichtere elementen, drie losse neutronen en gammastralen (niet aangegeven).

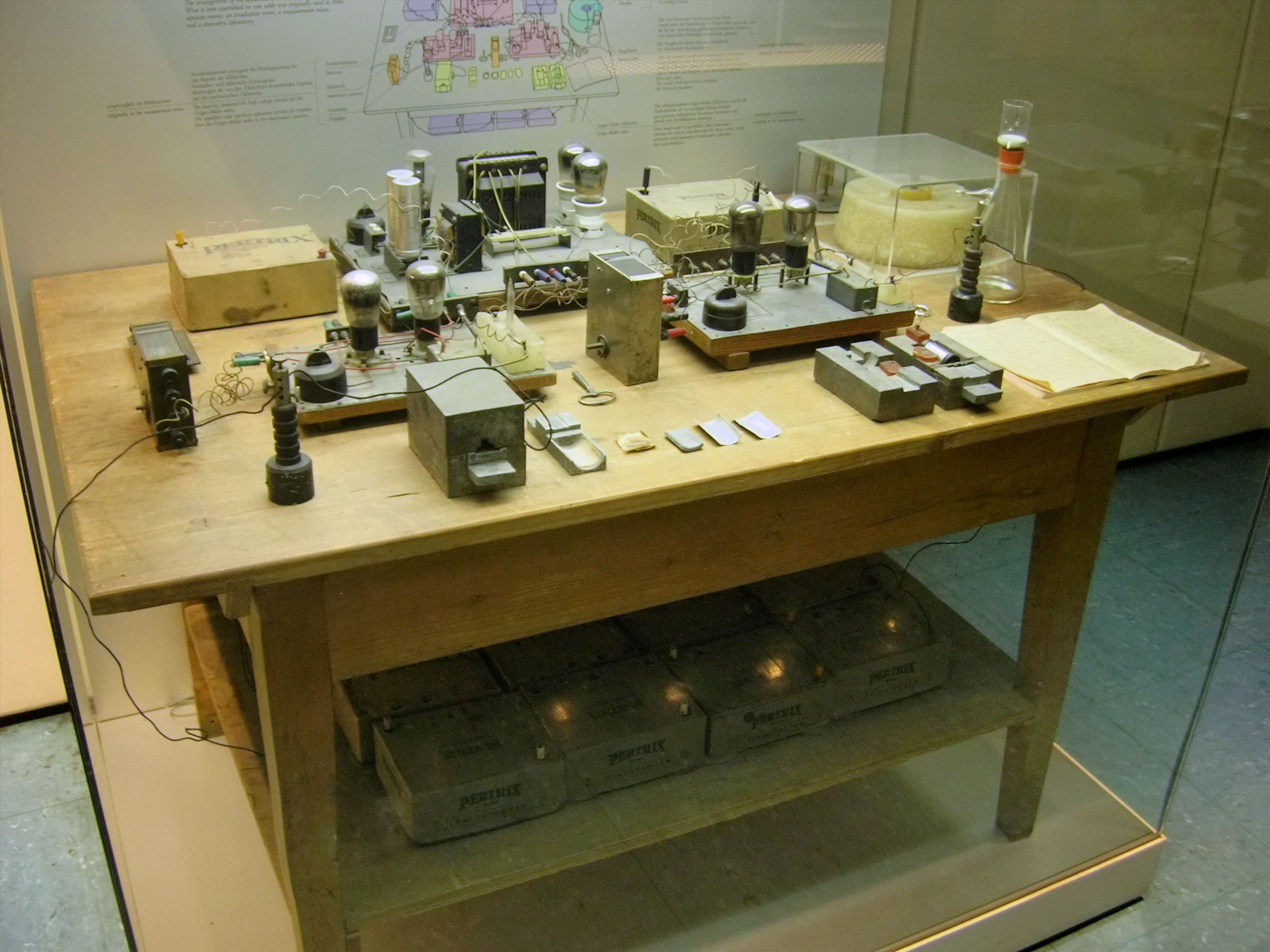
Reconstructie van de proefopstelling waarmee kernsplijting werd ontdekt, Deutsches Museum, München, met zeven elektronenbuizen op tafel en Pertrix batterijen op de onderplank.

De doorbraak kwam in 1938 in het Parijse laboratorium van Irène Joliot-Curie, die na een bombardement met neutronen een element vond met eigenschappen die ze niet kon verklaren. Hahn en Strassmann dachten dat het een isotoop van radium was. Meitner, die na haar vlucht een bijdrage bleef leveren aan het onderzoek aan de transuranen door een intensieve briefwisseling, kon het ontstaan van dit element niet verklaren. In november 1938, tijdens een clandestiene, geheime ontmoeting in Kopenhagen, bespraken Meitner en Hahn de vorderingen op het Berlijnse laboratorium. Ze drong erop aan dat Hahn en Strassmann de resultaten uit Parijs verifieerden. Hahn hield deze correspondentie en ontmoeting geheim omdat Meitner van Joodse afkomst was, wat hem in de problemen zou kunnen brengen, hij beweerde dat Strassman en hij hun onderzoek alleen deden. Hahn en Strassmann begonnen onmiddellijk na terugkomst uit Kopenhagen de gesuggereerde experimenten uit te voeren.
De kerstvakantie van 1938 bracht Meitner door in de Zweedse stad Kungälv waar ook haar uit Kopenhagen overgekomen neef Otto Frisch aanwezig was. Kort daarvoor had ze bericht uit Berlijn ontvangen. In het schrijven maakte Hahn melding van het feit dat hij en Strassmann tijdens het bombarderen van uraniumkernen met langzame neutronen het lichtere element barium, met atoomnummer 56, hadden geproduceerd als een van de bijproducten, een resultaat dat hij echter niet kon verklaren, mede omdat het uiteenvallen van een atoomkern op theoretische gronden als ondenkbaar werd beschouwd.
Op basis van het druppelmodel van onder meer Niels Bohr concludeerden Meitner en Frisch dat de kern zo heftig verstoord wordt door het invallende neutron dat de oorspronkelijke druppel splijt in twee kleinere druppels. Zo werden zij de eersten die verklaarden hoe een atoomkern kon splijten: uraniumkernen vielen uiteen in barium en krypton waarbij diverse neutronen vrijkwamen met veel energie. In latere formulevorm:
- 23592U + 1 neutron {\displaystyle \rightarrow } 2 neutronen + 9236Kr + 14256Ba + E (energie), of
- 23592U + 1 neutron {\displaystyle \rightarrow } 3 neutronen + 9036Kr + 14356Ba + E.

Ook werd duidelijk dat er geen natuurlijke stabiele atomen kunnen bestaan met een groter atoomnummer dan 92 (uranium): de elektrische afstoting van de vele protonen overwint daar de sterke kernkracht, die de andere kernen bijeenhoudt.
Meitner begreep als eerste dat de kleine hoeveelheid verloren massa was omgezet in de grote kinetische energie van de vervalproducten, volgens Einsteins vergelijking voor de massa-energierelatie E = m c2. Frisch gebruikte de term "splijting" (fission) voor dit proces. Hiermee was het principe van kernsplijting ontdekt. Omdat Meitner de formule voor de bindingsenergie volgens het druppelmodel kende berekende ze dat de totale energie die bij kernsplijting vrij moest komen ongeveer 200 MeV was, een opmerkelijk nauwkeurig resultaat.
Toen Ida Noddack in 1934, na de experimenten van Fermi te hebben bestudeerd, voor het eerst met het (theoretisch niet onderbouwde) idee kwam van kernsplijting, werd dit door Hahn en Meitner sceptisch en zelfs vijandig ontvangen, deels vanwege de ophef nadat ze de ontdekking van het element masurium opeiste. Vanwege de politieke situatie in nazi-Duitsland wilde Hahn niet samen met Meitner publiceren. Daarom publiceerden ze hun resultaten afzonderlijk. Hahns artikel in het Duitse Die Naturwissenschaften (6 januari) beschreef het experiment en het vinden van barium als bijproduct. Het artikel van Meitner en Frisch getiteld "Disintegration of Uranium by Neutrons: a New Type of Nuclear Reaction" beschreef de fysica achter het fenomeen van kernsplijting, uitgebreid met het artikel "Products of Fission of the Uranium Nucleus" (Nature, 18 maart 1939). Het was pas na deze twee publicaties dat Hahn en Strassman een volgende serie experimenten begonnen, waarin onder andere haar voorspellingen van de aanwezigheid van krypton als splijtingsproduct werden geverifieerd, en het daaropvolgende verval in rubidium, strontium en yttrium. Ook hier werd Meitner's naam niet genoemd als deelnemend wetenschapper.
Na de Tweede Wereldoorlog werd Meitners naam nog zelden genoemd in verband met het experimenteel onderzoek, hoewel ze zelfs vanuit Zweden het onderzoek stuurde door middel van een intensieve briefwisseling met Hahn en een geheime ontmoeting, en ze in de vier voorgaande jaren deel uitmaakte van het onderzoeksteam dat de natuurkundige experimenten voorbereidde. Meitner was voor die tijd zeer goed bevriend met Hahn, ze was peetmoeder van zijn zoon. Hun  vriendschap is echter door haar afgebroken, vermoedelijk vanwege het wetenschappelijke bedrog van Hahn.
De miskenning van Hahn over de bijdragen van Meitner komt duidelijk tot uiting door zijn opmerkingen gedurende zijn detentie in Engeland na de Tweede Wereldoorlog, samen met negen andere Duitse geleerden. Hun gespreken werden afgeluisterd en, na bijna 50 jaar staatsgeheim te zijn geweest, gepubliceerd in The Farm Hall Transcripts.

### Latere carrière

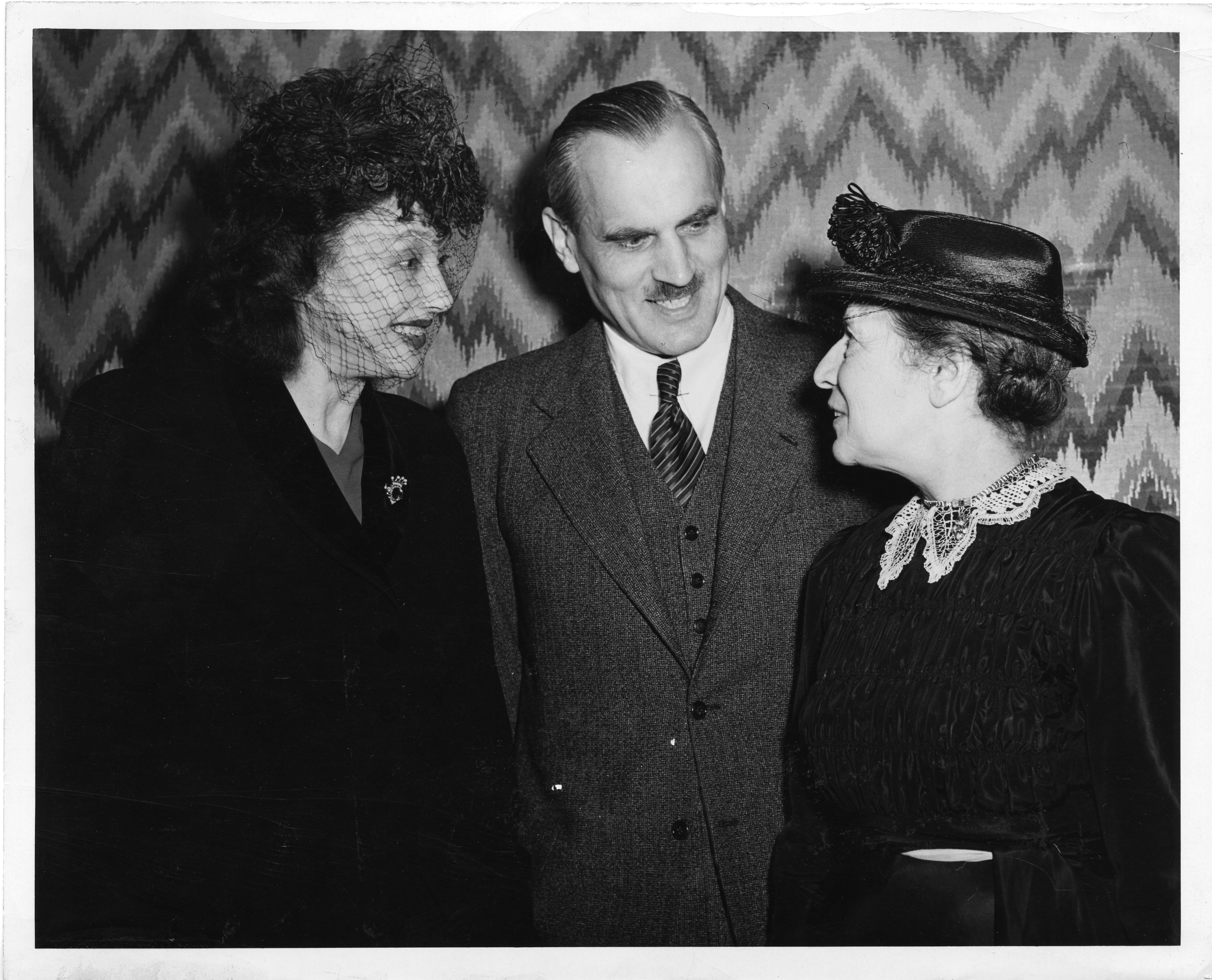
Lise Meitner met natuurkundige Arthur H. Compton en actrice Katherine Cornell

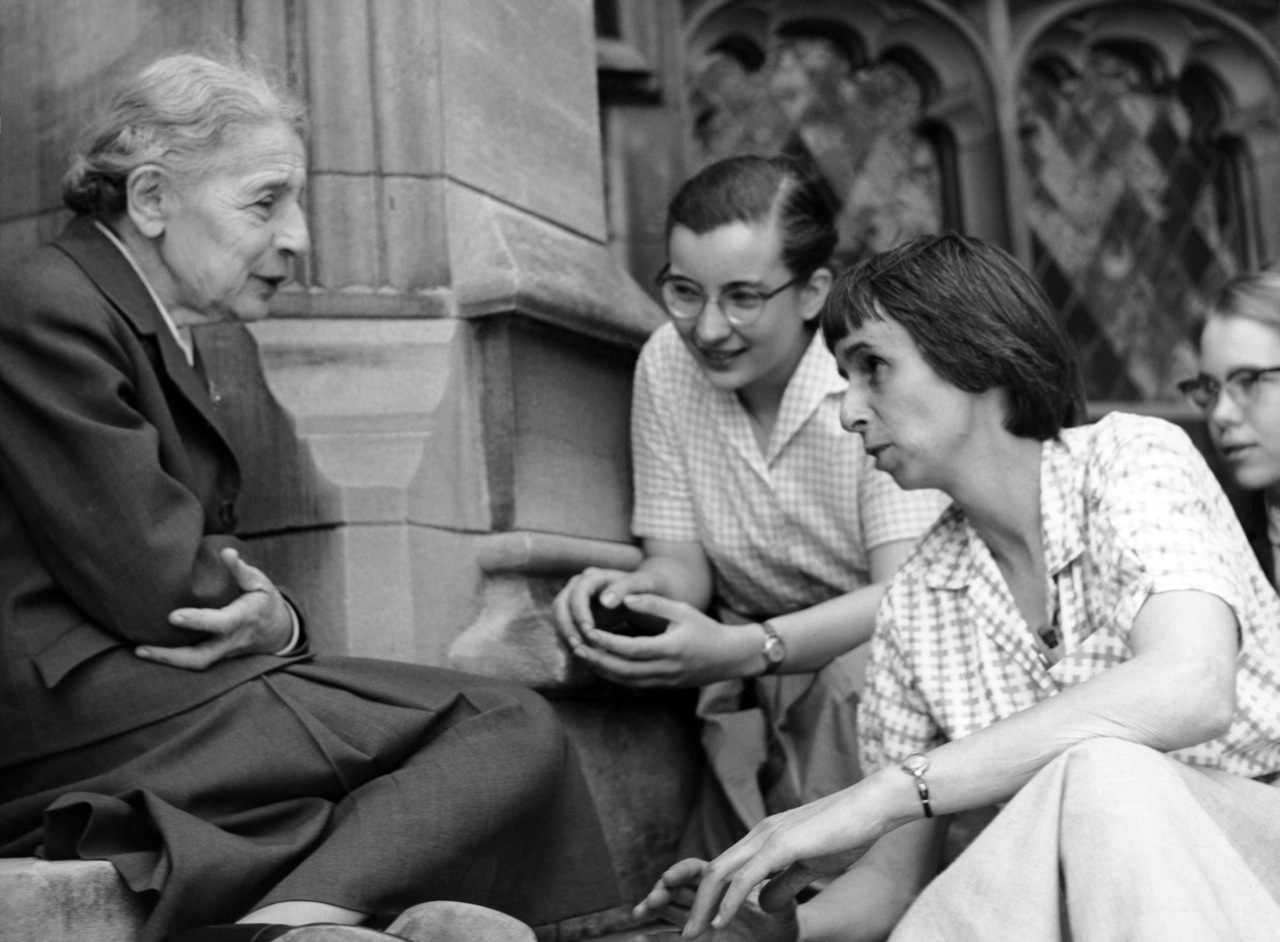
Lise Meitner met studenten, USA

Vóór de Tweede Wereldoorlog uitbrak werd haar een positie aan het Cavendish-laboratorium in Cambridge aangeboden. Het aannemen hiervan stelde ze echter uit vanwege de belofte dat ze in Stockholm een assistent zou krijgen en omdat haar paspoortaanvraag niet werd beantwoord. Ze wilde geen tweede keer op illegale wijze immigreren. In 1943 werd ze gevraagd mee te werken aan het Amerikaanse Manhattanproject, maar als overtuigd pacifist weigerde Meitner bij te dragen aan een atoombom. Desondanks werd ze regelmatig benaderd door inlichtingenofficieren van Groot-Brittannië en de Verenigde Staten om informatie te verkrijgen over het lopende kernwapenonderzoek in Duitsland, waarvan zij op de hoogte zou kunnen zijn vanwege haar correspondentie met Otto Hahn. Meitner wist niets van de vorderingen van de ontwikkeling van de atoombom tot het bombardement op Hiroshima. In een interview kort hierna verklaarde ze:

You must not blame us scientists for the uses to which war technicians have put our discoveries (...) My hope is that the atomic bomb will make humanity realize that we must, once and for all, finish with war. 

 (U moet ons onderzoekers niet de schuld geven van het gebruik van onze ontdekkingen door militaire technici (...) Ik hoop dat door de atoombom de mensheid beseft dat we, eens en voor altijd, moeten ophouden met oorlog voeren).

Na de oorlog weigerde ze terug te keren naar Duitsland, verbitterd over het beeld dat ze had dat vooraanstaande Duitse wetenschappers, zoals Planck, Heisenberg en Von Laue voor en tijdens de oorlog meer oog hadden voor hun eigen wetenschappelijke carrière dan voor de rechten van hun Joodse collega's. Ook een persoonlijk verzoek van Hahn en Strassmann om te helpen bij de wederopbouw van het Kaiser Wilhelm Instituut in Mainz legde ze naast zich neer. Hier werd haar de volledige natuurkunde-afdeling aangeboden. Pas in 1948 betrad ze voor het eerst weer Duitse grond, om een herinneringsceremonie bij te wonen voor Max Planck.
Karl Herzfeld bood haar voor het winterseizoen 1945-1946 een gasthoogleraarschap aan op de Katholieke Universiteit van Amerika, dat ze accepteerde. Ze kreeg tijdens haar verblijf in de Verenigde Staten verschillende aanbiedingen tot hoogleraarschappen, maar besloot terug te keren naar Zweden. Hoewel haar rol in de technische ontwikkeling marginaal was, werd ze na de oorlog in de Amerikaanse pers neergezet als de "Joodse moeder van de atoombom" en als de gevluchte Joodse die het geheim van de atoombom onder de neus van Adolf Hitler had weggegrist. Ze werd zelfs gevraagd mee te spelen in een speelfilm, maar dat weigerde ze resoluut. "Liever loop ik naakt over Broadway", zei ze tegen Otto Frisch. In het jaar dat ze in de Verenigde Staten verbleef, werd ze uitgeroepen tot "Woman of the Year".
In 1947 werd ze benoemd tot hoogleraar aan de Universiteit van Stockholm, kreeg assistentes en een degelijk inkomen. In 1949 werd ze Zweeds staatsburger en een paar jaar later besloot ze op 75-jarige leeftijd met pensioen te gaan.
Om in de buurt van haar neef Otto Frisch te wonen, die ook fysicus werd, vestigde Meitner zich in 1960 in het Verenigd Koninkrijk, waar ze in 1968 te Cambridge overleed – kort voor haar 90ste verjaardag. De tekst van Otto Frisch op haar grafsteen luidt:

A scientist who never lost her humanity

(Een onderzoeker die haar menselijkheid nooit verloor)

## Privéleven
Lise Meitner keek terug op haar jeugd in Wenen als een uitermate stimulerende omgeving en was dankbaar voor de ongelooflijke goedheid van haar ouders. Haar ouders vonden studeren zeer belangrijk. Hoewel Leopoldtstad een grotendeels Joods district was, speelde geloof geen grote rol in haar opvoeding. Otto Frisch geloofde later stellig dat alle kinderen uit het gezin protestants opgevoed waren en allemaal waren gedoopt. Idealisme was belangrijk in het gezin; haar vader was een gepassioneerd politicus. Zo deed ze tijdens haar opleiding Frans aan vrijwilligerswerk, en daarnaast gaf ze ook nog bijles om geld te vergaren voor de opleiding van haar zus Auguste tot concertpianiste, de latere moeder van Otto. Tijdens haar privélessen als voorbereiding op de Matura (eindexamen), plaagden haar zussen en broertjes haar met haar nijverheid: "Je gaat het niet halen: net liep je door de kamer zonder studieboek."
Haar persoonlijkheid werd vaak omschreven als verlegen wanneer ze niet met natuurkunde bezig was. Desondanks kon ze zeer makkelijk vrienden maken. Zo had ze een innige vriendschap met Otto Hahn en zijn vrouw Edith, en ze brachten vaak samen het weekend door. Ze was de peetmoeder van zowel hun zoon als hun kleinzoon, en ze noemde Hahn collegabroer. Hun vriendschap maakte de verdraaiing van het verhaal door Hahn over de ontdekking van kernsplijting, en het niet corrigeren hiervan na de oorlog, extra pijnlijk. Hoezeer ze haar Weense afkomst waardeerde, bleek uit het feit dat ze pas de Zweedse nationaliteit aanvroeg toen het mogelijk werd haar Oostenrijkse paspoort te behouden.

## Erkenning

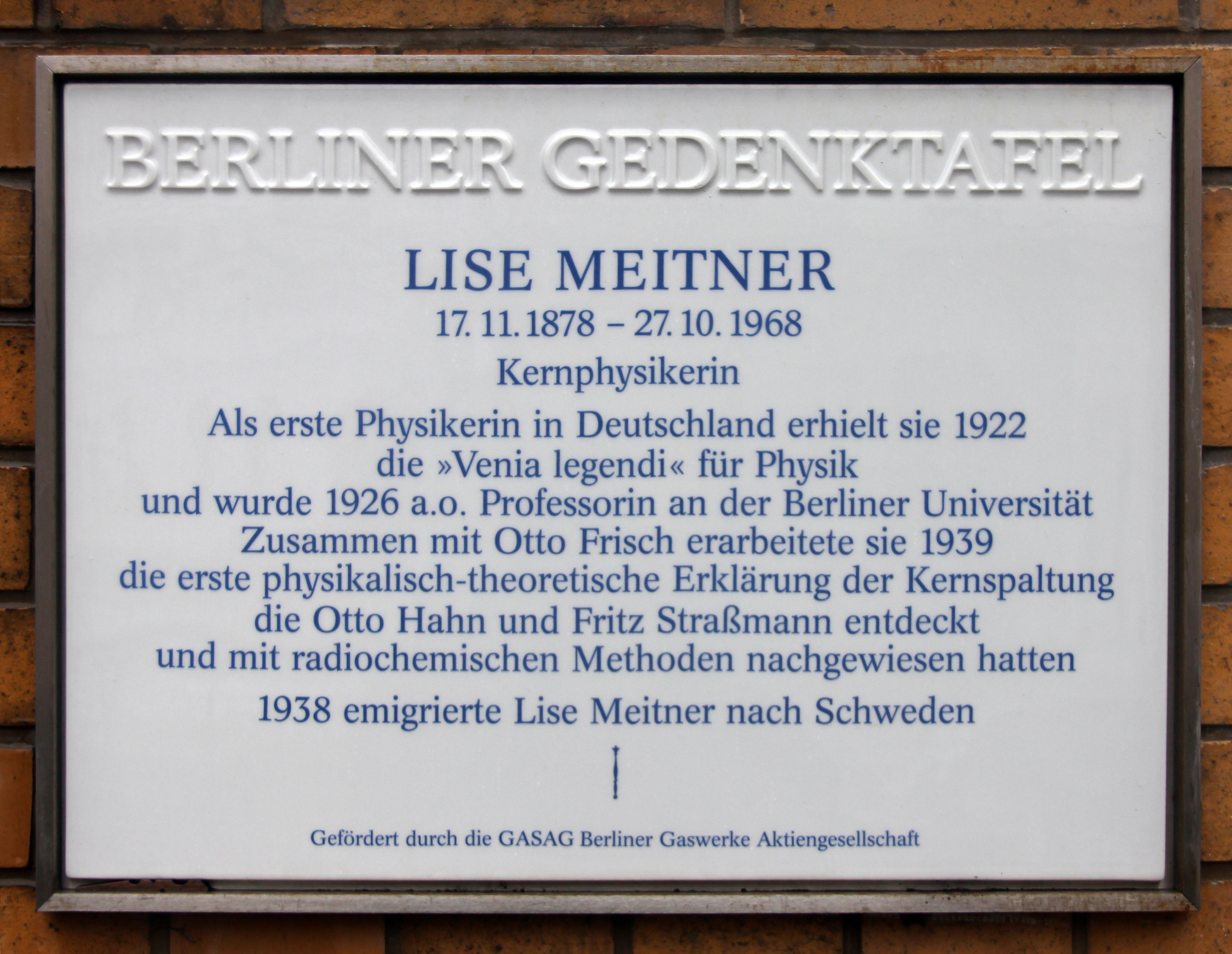
Gedenksteen "Berliner Gedenktafel Lise Meitner Kernphysikerin", Hessische Straße 1, Berlin-Mitte, foto 2013.

Hahn ontving de Nobelprijs voor de Scheikunde van 1944 (uitgereikt in 1945), terwijl Meitner door het Nobelcomité werd genegeerd, mede omdat Hahn haar rol in het ontdekkingsproces minimaliseerde na haar gedwongen vlucht uit Duitsland. Hij verdedigde zich door te beweren dat de ontdekking van kernsplijting had plaatsgevonden na de gedwongen vlucht van Meitner en geheel was te danken aan het chemisch onderzoek van hem en Strassmann. Hij gaf haar een deel van het prijzengeld, maar maakte dit niet openbaar.
Het Nobelcomité was in de veronderstelling dat Bohr de eerste was die een theoretische verklaring voor kernsplijting had gegeven. De brief van Bohr, waarin hij stelde dat dit niet zo was, kwam te laat aan voor de Nobelprijs van 1944. Waarom het Nobelcomité in de jaren daarna zijn beslissing niet herzien heeft, blijft onduidelijk. Mogelijk speelden persoonlijke redenen een rol. Door de jaren heen is Meitner minstens 46 keer genomineerd voor een Nobelprijs, zowel voor scheikunde, als voor natuurkunde. Een aantal keren samen met Otto Hahn, een paar keer samen met Otto Frisch, en ook is ze genomineerd voor een ongedeelde Nobelprijs. Onder de nominatoren zaten James Franck en Max Planck.
In 1966 werd Meitner's wetenschappelijke werk alsnog erkend toen zij samen met Hahn en Strassmann de Enrico Fermi-prijs kreeg. Verder ontving ze in 1949 (samen met Hahn) de Max Planck-medaille en in 1955 was ze de eerste winnaar van de Otto-Hahn-Preis für Chemie und Physik, die ze deelde met Heinrich Wieland. In 1956 ontving ze de Pour le Mérite, de hoogste Duitse orde voor wetenschappelijk werk.
Het prestigieuze Deutsches Museum heeft een tentoonstelling over de ontdekking van kernsplijting. Hierbij werd een werktafel met natuurkundige apparaten van Lise Meitner, gebruikt voor de ontdekking van kernsplijting, aangeduid als de werktafel van Otto Hahn, en Meitner zelf omschreven als zijn medewerker in plaats van collega. De tekst werd rond 1990 na protest aangepast.
In 1945 werd ze tot buitenlands lid verkozen in de Koninklijke Zweedse Academie van Wetenschappen; in 1951 werd dit omgezet in een normaal lidmaatschap.
In 1997 werd het element meitnerium, dat in 1982 was ontdekt door de groep van Peter Armbruster en Gottfried Münzenberg, officieel naar haar genoemd door het IUPAC. Ook zijn twee kraters, Meitner op de Maan en Meitner op Venus, naar haar genoemd.
Het niet verkrijgen van de Nobelprijs heeft tot een bewustwordingsproces gevoerd omdat haar uitsluiting werd opgevat als een typisch voorbeeld van een vrouw die in de schaduw van mannelijke collega's wordt gesteld, bij gelijke of betere prestaties. Daardoor groeide ze uit tot een feministisch icoon.

## Publicaties (selectie)
In totaal heeft Meitner meer dan 150 publicaties geschreven, onder meer:
- Meitner, L. (1906). Wärmeleitung in inhomogenen Körpern. Hölder in Komm, Wenen. (Dissertatie)
- Hahn, O, Meitner, L. (1918). Die Muttersubstanz des Actiniums, ein Neues Radioaktives Element von Langer Lebensdauer. Physikalische Zeitschrift 19. pp. 208–218. DOI:10.1002/bbpc.19180241107
- Meitner, L. (1922) Die Bedeutung der Radioaktivität für kosmische Prozesse, Habilitationsschrift
- Meitner, L. (1922). Über die Entstehung der β-Strahl-Spektren radioaktiver Substanzen. Zeitschrift für Physik 9, pp. 131–144. DOI:10.1007/BF01326962
- Meitner, L. (1923). Das beta-Strahlenspektrum von UX1 und seine Deutung, Zeitschrift für Physik 17, pp. 54–66. DOI:10.1007/BF01328663
- Hahn, O. & Meitner, L. (1925). Die β-Strahlspektren von Radioactinium und seinen Zerfallsprodukten, Zeitschrift für Physik 34, pp. 795–806. DOI:10.1007/BF01328526
- Meitner, L. (1925). Die γ-Strahlung der Actiniumreihe und der Nachweis, daß die γ- Strahlen erst nach erfolgtem Atomzerfall emittiert werden, Zeitschrift für Physik 34, pp. 807–818. DOI:10.1007/BF01328527
- Meitner, L. (1928). Über den Aufbau des Atominnern. Die Naturwissenschaften 15, pp. 369–378. DOI:10.1007/BF01504760
- Meitner, Lise, Delbrück, M. (1935). Der Aufbau der Atomkerne: natürliche und künstliche Kernumwandlungen.. J. Springer, Berlijn. ISBN 978-3642649448.
- Meitner, L. & Frisch, O.R. (1939). Disintegration of Uranium by Neutrons: a New Type of Nuclear Reaction. Nature 143, pp. 239–240.
- Meitner, L. (1960). The status of women in the professions. Physics Today 13, pp. 16–21. DOI:10.1063/1.3057062

### Secundaire literatuur
- Lang, Herman de, Vincent Icke, e.a (2009). Canon van de Natuurkunde. Veen magazines, Diemen, pp. 211-213. ISBN 978-9085712350.
- (en) Rife, Patricia (2006). Lise Meitner and the Dawn of the Nuclear Age. Birkhäuser Boston Inc, Boston, Massachusetts. ISBN 978-0817645595.
- (en)  Rudavsky, Shari (1995). "Lise Meitner". Notable Twentieth-Century Scientists.  Detroit: Gale Research Inc. ISBN 978-0810391819 .
- (en) Sime, Ruth Lewin (1997). Lise Meitner: A Life in Physics. University of California Press, Berkeley, California. ISBN 978-0520208605.